# Lecane mira
Lecane mira är en hjuldjursart som först beskrevs av Murray 1913.  Lecane mira ingår i släktet Lecane och familjen Lecanidae. Arten är reproducerande i Sverige. Inga underarter finns listade i Catalogue of Life.